# Lilletjärnen, Västergötland
Lilletjärnen är en sjö i Herrljunga kommun i Västergötland och ingår i Göta älvs huvudavrinningsområde.

## Galleri

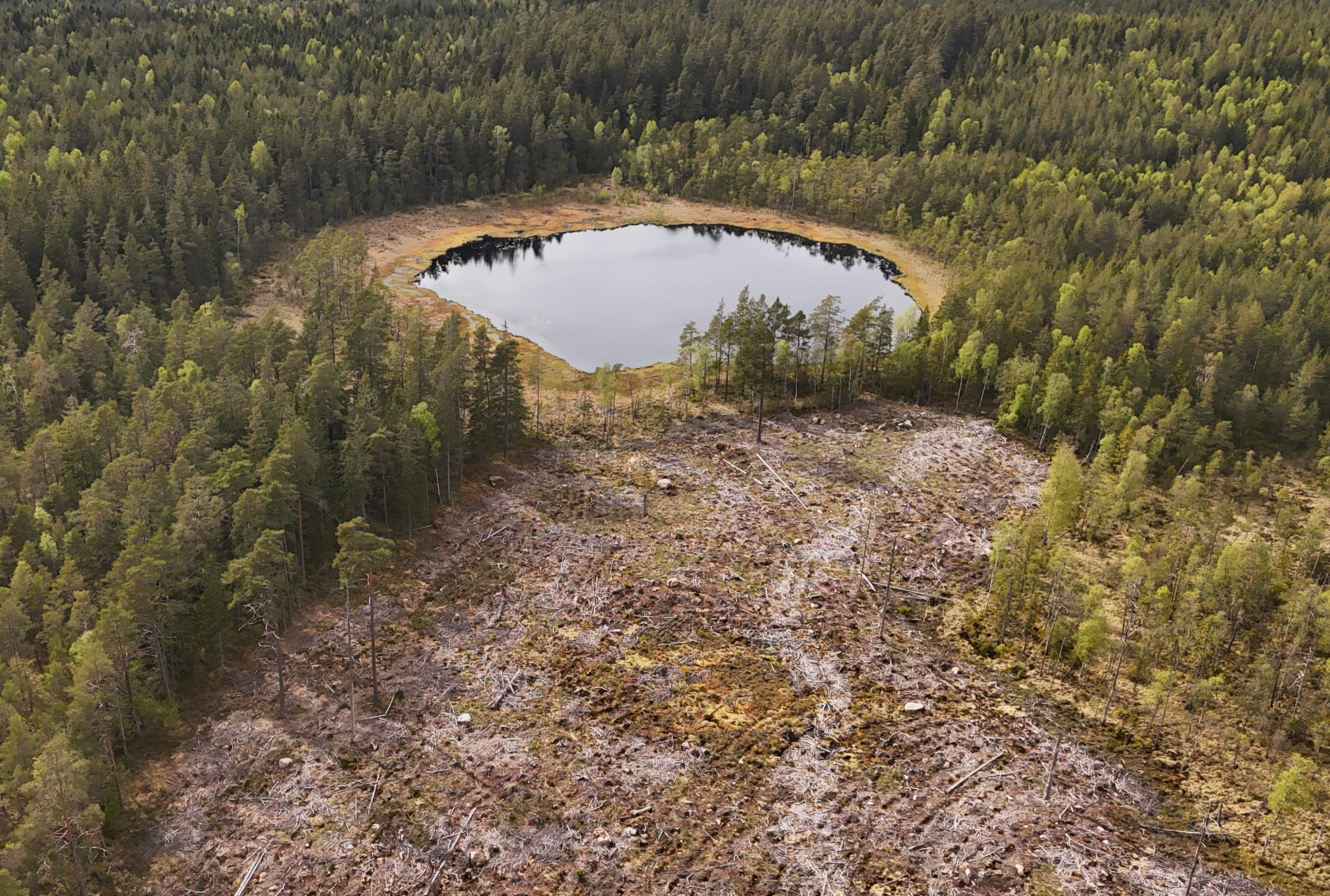
Lilletjärnen och Tjärnsmossen.
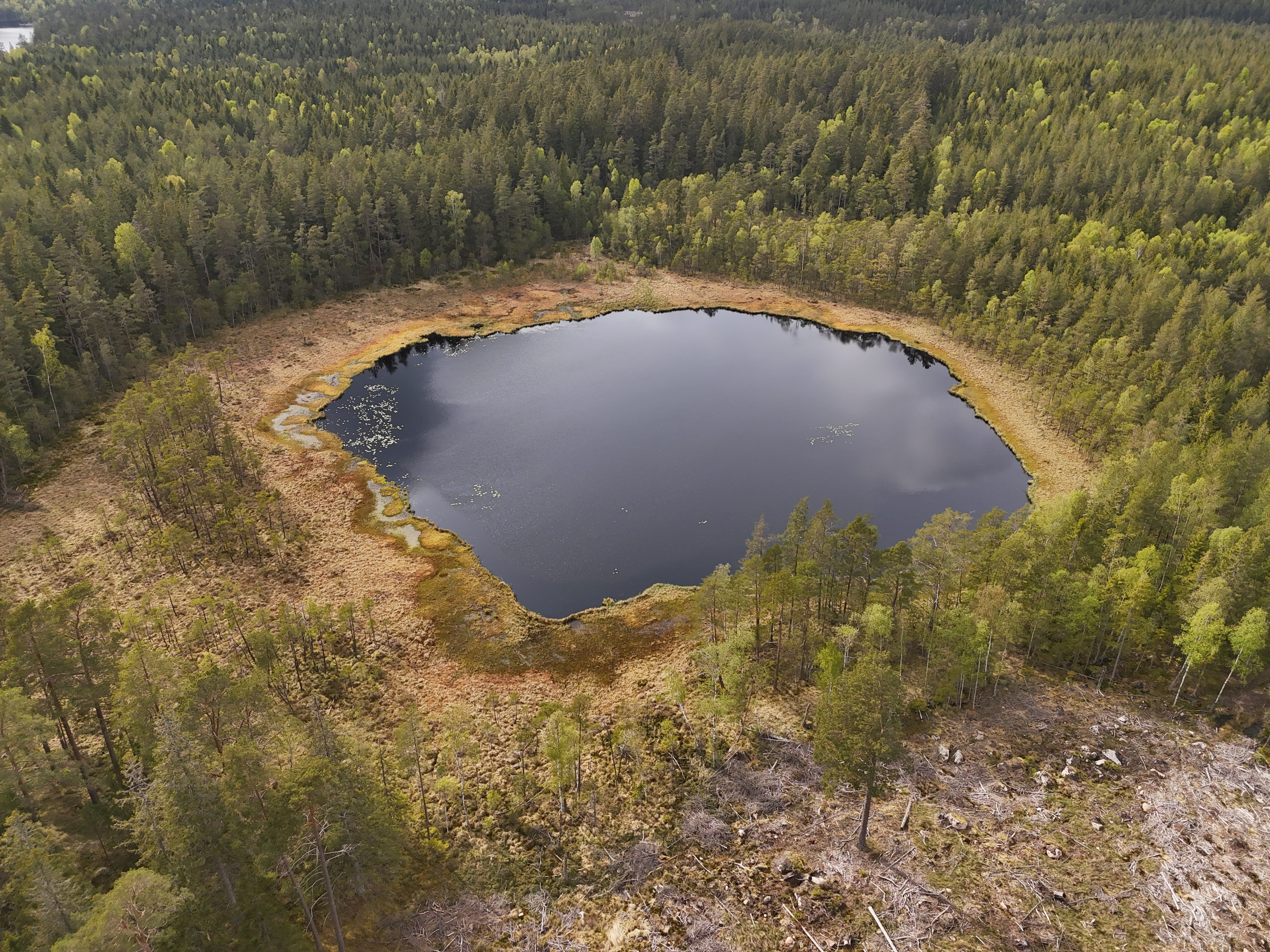